# Janusz Przedpełski

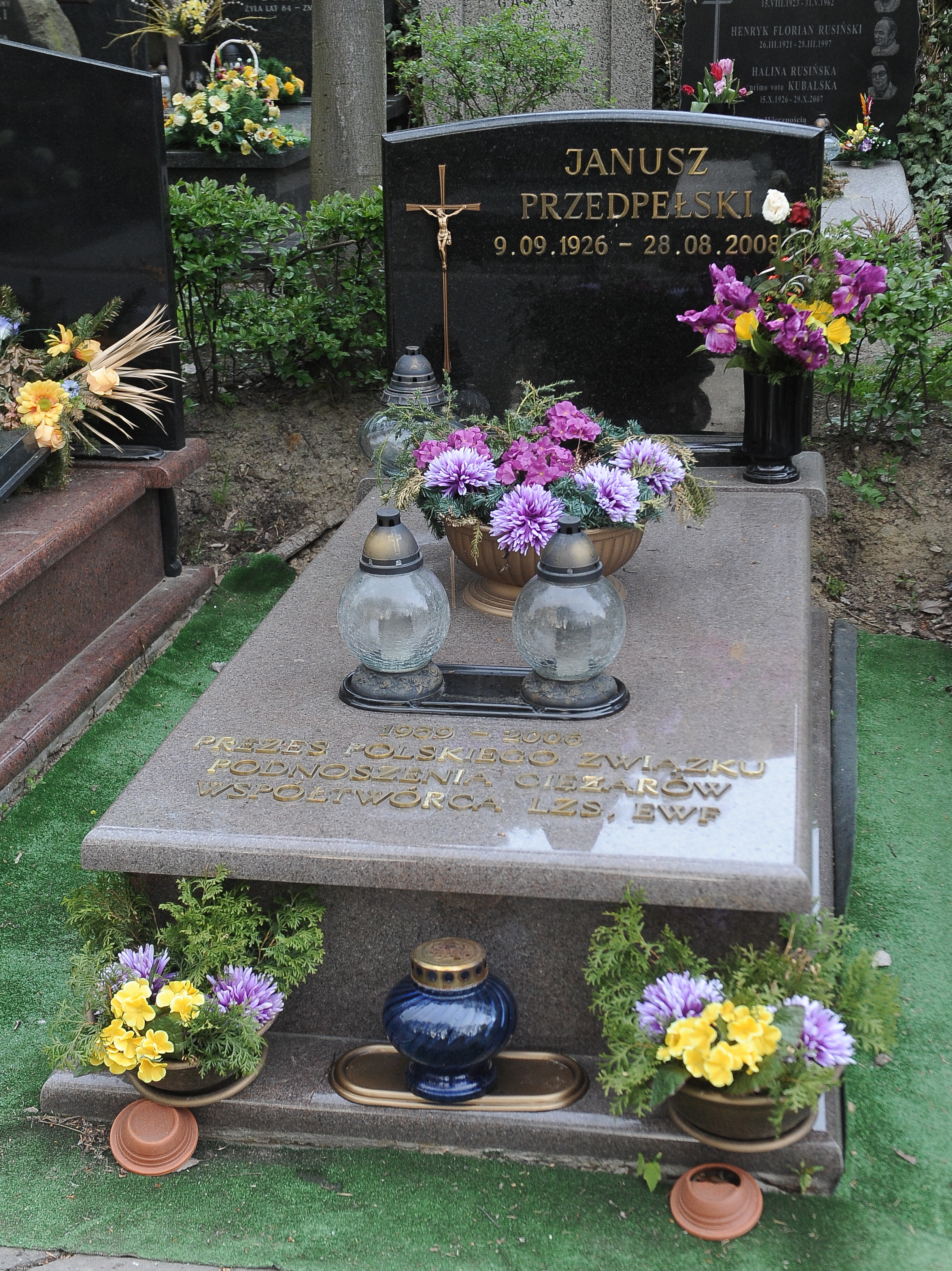
Grób Janusza Przedpełskiego na warszawskim Cmentarzu Komunalnym d. Wojskowym na Powązkach

Janusz Gorgoniusz Przedpełski (ur. 9 września 1926 w Sochaczewie, zm. 28 sierpnia 2008 w Krzach Dużych) – polski działacz sportowy, wieloletni prezes Polskiego Związku Podnoszenia Ciężarów.

## Życiorys
Podczas II wojny światowej walczył w szeregach Armii Krajowej, uczestniczył w powstaniu warszawskim, za co otrzymał Warszawski Krzyż Powstańczy i Medal za Warszawę 1939–1945, był również więźniem niemieckiego obozu jenieckiego. Po wyzwoleniu powrócił do kraju i osiadł w Elblągu, w 1949 r. ukończył liceum ekonomiczne, zdając maturę. Z braku miejsc nie dostał się na studia rolnicze, dlatego kilka następnych lat spędził na Mazurach, gdzie był nauczycielem w wiejskiej szkole. W okresie tym ukończył również liceum pedagogiczne w Lidzbarku Warmińskim, po raz drugi zdając maturę. W latach 1948–1955 był członkiem ZMP, od 1955 roku należał do PZPR.
W połowie 1954 r. przeprowadził się do Warszawy, gdzie rozpoczął pracę w Radzie Wojewódzkiej LZS. Zainteresował się wówczas sportami siłowymi: zapasami i przede wszystkim podnoszeniem ciężarów, w 1955 r. zdobył tytuł instruktora tego sportu. Dzięki znajomości z prekursorem podnoszenia ciężarów w powojennej Polsce, Czesławem Borejszą, rozpoczął pracę w strukturach Polskiego Związku Podnoszenia Ciężarów, w 1957 r. otrzymał stanowisko wiceprezesa do spraw organizacyjno-sportowych. W tym samym roku był współorganizatorem pierwszych w Polsce zawodów rangi mistrzostw Europy (rozegranych w Katowicach), po zawodach został mianowany sędzią klasy międzynarodowej. Dwa lata później był już prezesem PZPC. W tamtym okresie ukończył również studia na warszawskiej Akademii Wychowania Fizycznego, zdobywając tytuł magistra wychowania fizycznego (specjalizacja pedagogika i podnoszenie ciężarów).
W kolejnych latach udzielał się jako działacz sportowy i sędzia, zarówno w kraju, jak i na arenie międzynarodowej. W 1964 r. został wybrany do Komisji Technicznej Międzynarodowej Federacji Podnoszenia Ciężarów (IWF), w której pracował przez 12 lat. Od 1976 r. pracował w Komitecie Wykonawczym, a w latach 1980–1984 był wiceprezesem IWF. W 1995 r. został mianowany członkiem „Galerii Sławy IWF”, a w marcu 2005 r. otrzymał tytuł Honorowego Wiceprezydenta Międzynarodowej Federacji Podnoszenia Ciężarów i został wyróżniony Złotym Medalem 100-lecia IWF. W 1969 r. był także jednym z głównych założycieli Europejskiej Federacji Podnoszenia Ciężarów (EWF), której był prezesem do 1983 r., jak również pomysłodawcą rozgrywania mistrzostw świata i Europy w kategorii juniorów. Jako sędzia uczestniczył dwunastokrotnie w igrzyskach olimpijskich, czterokrotnie jako arbiter (1960, 1964, 1968, 1972), a pomiędzy 1976 a 2004 r. – jako członek międzynarodowego jury. Od 1957 r. uczestniczył w niemalże wszystkich mistrzostwach świata bądź Europy, pełniąc funkcję sędziego lub zasiadając w jury. Był również organizatorem ponad dwudziestu imprez rangi mistrzostw świata i Europy.
Za swoje osiągnięcia odznaczony został m.in. Krzyżem Komandorskim i Komandorskim z Gwiazdą Orderu Odrodzenia Polski, jak również Orderem Olimpijskim, który otrzymał od Międzynarodowego Komitetu Olimpijskiego. Ponadto w okresie PRL był odznaczony m.in.: Krzyżem Kawalerskim i Oficerskim Orderu Odrodzenia Polski, Złotym i Srebrnym Krzyżem Zasługi, Medalem 30-lecia Polski Ludowej, Złotym i Srebrnym Medalem „Za zasługi dla obronności kraju”, Złotym i Srebrnym Odznaczeniem im. Janka Krasickiego i innymi odznaczeniami (m.in. odznakę „Zasłużony dla województwa krośnieńskiego” i odznakę „Zasłużony Bieszczadom”). W 2002 odznaczony Krzyżem Komandorskim z Gwiazdą Orderu Odrodzenia Polski.
2 sierpnia 2006 r. Janusz Przedpełski ogłosił rezygnację ze stanowiska prezesa PZPC, kończąc tym samym prawie półwieczne (1959–2006) piastowanie tego stanowiska, na które wybierany był dwunastokrotnie. W tym czasie polscy ciężarowcy zdobyli łącznie 494 medale w trójboju bądź dwuboju na igrzyskach olimpijskich, mistrzostwach świata i Europy we wszystkich kategoriach wagowych i wiekowych kobiet oraz mężczyzn.
Pochowany w Alei Zasłużonych na cmentarzu Powązki Wojskowe w Warszawie (kwatera A29-tuje-22).